# Fusa Miyake
Fusa Miyake (japanisch 三宅 芙沙) ist eine japanische Physikerin von der Universität Nagoya, die über kosmische Strahlung forscht und deren Messungen von Isotopenhäufigkeiten zur Entdeckung der sogenannten Miyake-Ereignisse führten. Diese Arbeiten haben auch dazu beigetragen, scheinbar widersprüchliche Datierungen, die aus Dokumenten und aus Proben von Eisbohrkernen und Baumringen abgeleitet worden waren, in Einklang zu bringen.

## Wissenschaftliche Laufbahn
Fusa Miyake promovierte 2013 an der Universität Nagoya und wurde anschließend dort als Assistenzprofessorin eingestellt. 2017 folgte die Beförderung zur assoziierten Professorin in der Abteilung für die Erforschung kosmischer Strahlung.
In ihrer Doktorarbeit identifizierte sie Ereignisse im Holz langlebiger Japanischer Zedern, die heute als Miyake-Ereignisse bezeichnet werden. Diese sind durch einen plötzlichen Anstieg im Gehalt kosmogener Isotope wie Radiocarbon 14C, 10Be und 36Cl gekennzeichnet, die durch kosmische Strahlung infolge von Flares oder Sonneneruptionen erzeugt werden. Obwohl das erste entdeckte Ereignis, das 773–774 stattfand, zunächst als Signatur einer nicht identifizierten Supernova interpretiert wurde, führte eine unabhängige Studie bald darauf den Beweis, dass es sich um ein extremen Ausbruch von Partikelstrahlung von der Sonne handelte. Die Studien nutzten massenspektrometrische Messungen des 14C-Gehalts von Zellulose aus einzelnen Baumringen. Solche Untersuchungen liefern Erkenntnisse über die Langzeitaktivität der Sonne. Seither wurden insgesamt acht Miyake-Ereignisse identifiziert (Stand 2025).
Ihre spätere Forschung sowie Arbeiten anderer Forschender lassen vermuten, dass die Ursache der Strahlung in Miyake-Ereignissen nicht von Einzelereignissen auf der Sonne herrührt, sondern komplexer ist.

## Veröffentlichungen (Auswahl)
- Fusa Miyake, Ilya Usoskin, Stepan Poluianov (Hrsg.): Extreme Solar Particle Storms. The hostile Sun. IOP Publishing, Bristol, UK 2020, ISBN 978-0-7503-2230-0, doi:10.1088/2514-3433/ab404a.

## Auszeichnungen
Miyake erhielt 2017 eine Auszeichnung für Nachwuchswissenschaftler der japanischen Ministeriums für Erziehung, Kultur, Sport, Wissenschaft und Technologie. Im Jahr 2022 wurde sie mit dem José A. Boninsegna Frontiers in Dendrochronology Award der Tree-Ring Society ausgezeichnet.